# Louie Hinchliffe
Louie Hinchliffe, född 18 juli 2002 i Sheffield, är en brittisk friidrottare som tävlar i kortdistanslöpning.

## Karriär
Louie Hinchliffe ingick i det brittiska stafettlag på 4 x 100 meter som tog brons vid OS 2024.